# Deutschsozialistische Arbeiterpartei
Die Deutschsozialistische Arbeiterpartei (DSAP), später Deutschsozialistische Partei (DSP) war eine politische Partei im Deutschen Reich, die in der Spätphase der Weimarer Republik, von September 1932 bis zum Februar/März 1933 existierte. Die Partei war eine abtrünnige Sezession von der NSDAP.

## Geschichte
Die Gründung der Deutschsozialistischen Arbeiterpartei wurde während einer Anfang September 1932 abgehaltenen Tagung beschlossen. Gründer waren der Kaufmann Wilhelm Klute, der Journalist Arno Franke, der Bundesführer der Revolutionären Freiheitsbewegung, Wilhelm Kayser, und Wilhelm Merker.
Die Parteigründer waren bis zum Sommer 1932 in der NSDAP aktiv gewesen, hatten sich aber schließlich von dieser abgewandt, da diese ihnen in unzureichendem Maße aktivistisch und kämpferisch gewesen war. Sie betonten dabei, dass sie die Partei aus programmatischen Gründen verlassen hätten.
Die treibende Kraft hinter der Parteigründung war Klute, der bis 1932 in der NS-Presse tätig gewesen und ein offizieller Reichsredner der NSDAP gewesen war, bis er aufgrund seiner Kritik am Kurs der Parteiführung der NSDAP am 26. August 1932 aus dieser ausgeschlossen worden war. Klute sammelte im Spätsommer 1932 einige weitere Kritiker des Parteikurses der NSDAP um sich, die sich im Sinne des von Joseph Goebbels ausgegebenen Kampfrufs „Die Macht wird erkämpft, so oder so“ an der vermeintlichen Untätigkeit der NSDAP-Parteileitung in ihrer Auseinandersetzung mit dem bestehenden Staat stießen. Mit Ablehnung standen Klute und sein Umfeld zumal der von der NSDAP-Führung seit 1925 als offizielle strategische Linie der Partei propagierten Zielsetzung, dass die NSDAP die Macht im Staat auf legalem Weg erlangen müsste bzw. könnte, gegenüber. Hinzu kam, dass Klute und seine Anhänger der NSDAP-Führung vorwarfen, dass sie ihre frühere programmatische Grundlage aus der Frühzeit der NS-Bewegung verlassen und sich zu einer vom Bonzentum durchdrungenen Partei „der Phrase, der Unwahrheit und der Unfähigkeit“ entwickelt hätte.
Die erklärten Ziele der DSAP nach ihrer Gründung bestanden:
1. in der Zusammenfassung aller zur NSDAP in Opposition stehenden Gruppen, die aus dieser Partei in den vergangenen Jahren hervorgegangen waren, zumal in der Zusammenfassung der „ehrlichen Aktivisten“ der NSDAP, die wegen Programmverletzungen aus dieser ausgeschieden waren, sowie
2. in der Bekämpfung des Marxismus und
3. in der Verwirklichung des unverfälschten nationalsozialistischen Programms.

Die Partei bekannte sich auch dazu als Gesamtbewegung für die Belange des Mittelstandes einzutreten und auf die enge Verbundenheit zwischen Mittelstand und Arbeiterschaft hinzuweisen.
Klute rechtfertigte die Gründung der neuen Partei damit, dass diese notwendig sei, weil die Nationalsozialisten alter Prägung der Ansicht seien, dass die NSDAP den Kampf um die Herbeiführung der Gemeinschaft aller Deutschen aufgegeben habe und dass Adolf Hitler das Ziel, das er sich zu Beginn seiner politischen Tätigkeit gestellt gehabt habe, nicht erreichen würde.
Die Partei war in Landesverbände gegliedert und umfasste drei Sektionen: die politische Partei, eine Schutzstaffel mit Jugendorganisation und eine Frauenorganisation.
Nach der Gründung der DSAP wurde ein Hauptausschuss gebildet, dem die Leitung der Partei und die Wahl des Vorstandes übertragen wurden. Dieser Hauptausschuss bestand aus Klute, dem Geheimrat Rudolf Böhmer, Arno Franke, dem Lehrer und sächsischen Landtagsabgeordneten Emil Fischer sowie dem Kassierer Angerstein. Als Parteivorsitzender amtierte Klute.
Der Anhang der Partei bestand zunächst aus den folgenden Gruppen:
1. Die 30 bis 40 Personen umfassende Deutschsozialen Partei um Angerstein,
2. der Bund Deutscher Nationalkommunisten mit etwa 100 Anhängern,
3. die Nationalsozialistischen Oppositionsgruppen in Hannover und Köln um Meyer bzw. Kayser,
4. die Großdeutsche Freiheitsbewegung in Hamburg und
5. die Straßergruppen von Braunschweig und Magdeburg.

Mitglied der Partei konnte gemäß ihren Statuten jeder Deutsche vom vollendeten 18. Lebensjahr an werden. Mitglieder der 1930 und 1931 von der NSDAP abgespaltenen Gruppen um Otto Straßer und Walther Stennes konnten ausdrücklich in die DSAP aufgenommen werden, nicht jedoch die Führer dieser Gruppen.
Die Geschäftsstelle der DSAP befand sich in der Chausseestraße 105 in Berlin.
Das Organ der Partei war die Zeitung Der deutsche Weg, die seit dem 9. September 1932 erschien. Verleger war Klute, Schriftleiter Franke. Das Blatt erschien jeden Mittwoch in einer Auflage von 20.000 Exemplaren, von denen etwa 60 % verkauft wurden.
Am 19. und 20. November 1932 wurden im Hotel Hannover in Hannover Einigungsverhandlungen der genannte Oppositionsgruppen zum Zusammenschluss geführt. Der Name der Partei wurde zu dieser Zeit in Deutschsozialistische Partei (DAP) abgeändert. Mit Schreiben vom 22. November 1932 gaben die Abgeordneten Emil Fischer und Kurt Fritzsche im Sächsischen Landtag die Bildung einer „Fraktion der Deutschsozialistischen Partei“ bekannt.
Hinter den Kulissen wurde die DSAP/DAP von dem Reichswehrminister bzw. Reichskanzler Kurt von Schleicher im Rahmen seiner Zielsetzung, die NSDAP vielfältig zu spalten und so zu schwächen, unterstützt. Im Einvernehmen mit Schleicher versuchte der 1931 von der NSDAP abgegangene SA-Führer Walther Stennes eine Kampftruppe aufzustellen, wobei die DSAP nach Schleichers und Stennes’ Absicht einige der erforderlichen Mannschaften bereitstellen sollte: Stennes hoffte, dass Klutes Tätigkeit unzufriedene SA-Männer aus der NSDAP in die DSAP hinüberziehen würde, wobei Klutes Partei als Sammelbecken für die Zusammenführung der zur Bildung der geplanten Kampftruppe erforderlichen Mannschaften dienen sollte. Zu diesem Zweck wurde der ehemalige SA-Oberführer Ernst Wetzel, ein Stennes-Mann, zu Klute abkommandiert.
Am 8. Februar wurden sämtliche Unterlagen aus dem Geschäftsbüro der DSP in Berliner Chausseestraße 105 gewaltsam von Unbekannten entfernt. Zu dieser Zeit wurde das Erscheinen des Parteiorgans eingestellt und die Partei löste sich auf.